# UFO (バンド)
UFO（ユー・エフ・オー）は、イングランド出身のハードロック・バンド。
「レッド・ツェッペリン」「ディープ・パープル」「ブラック・サバス」らと同時期に活躍したブリティッシュ・ハードロックバンドの一つ。技巧派ギタリスト、マイケル・シェンカーを輩出した事でも知られる。
VH1選出「ロック・バンド・ランキング」84位。

## 来歴

### 最初期（1969年 - 1973年）

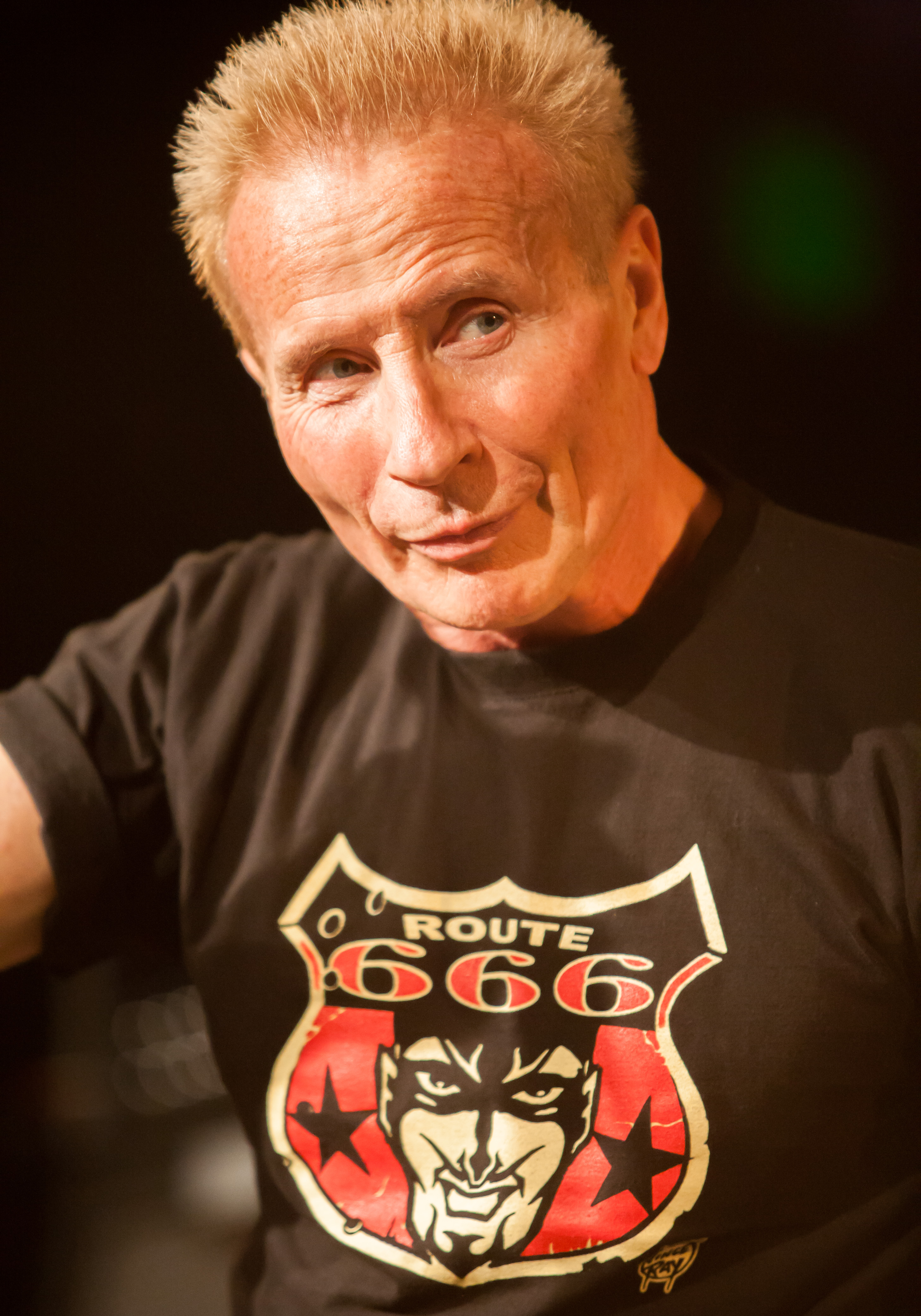
創設者フィル・モグ（2007年）

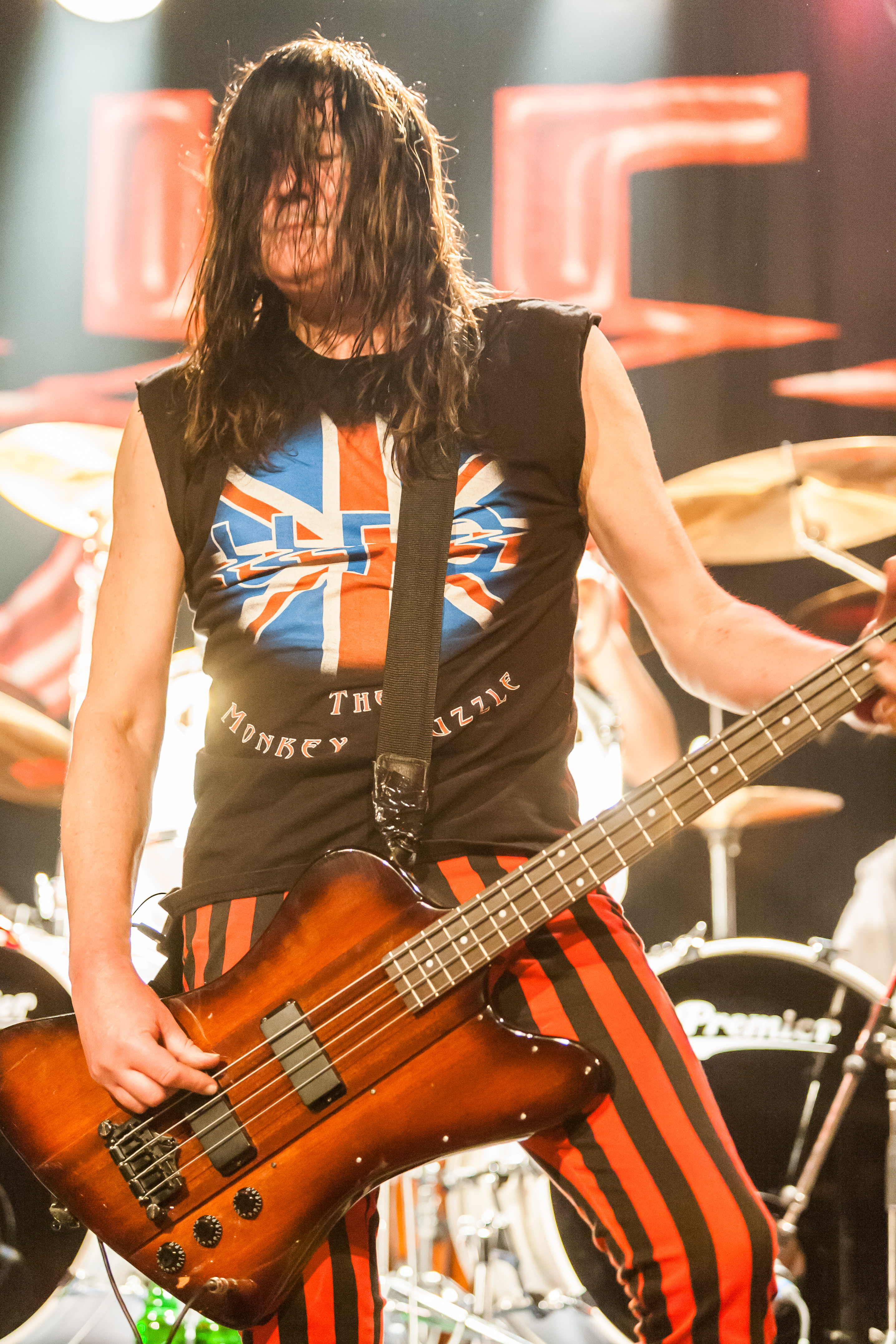
モグの盟友であったピート・ウェイ（2007年）

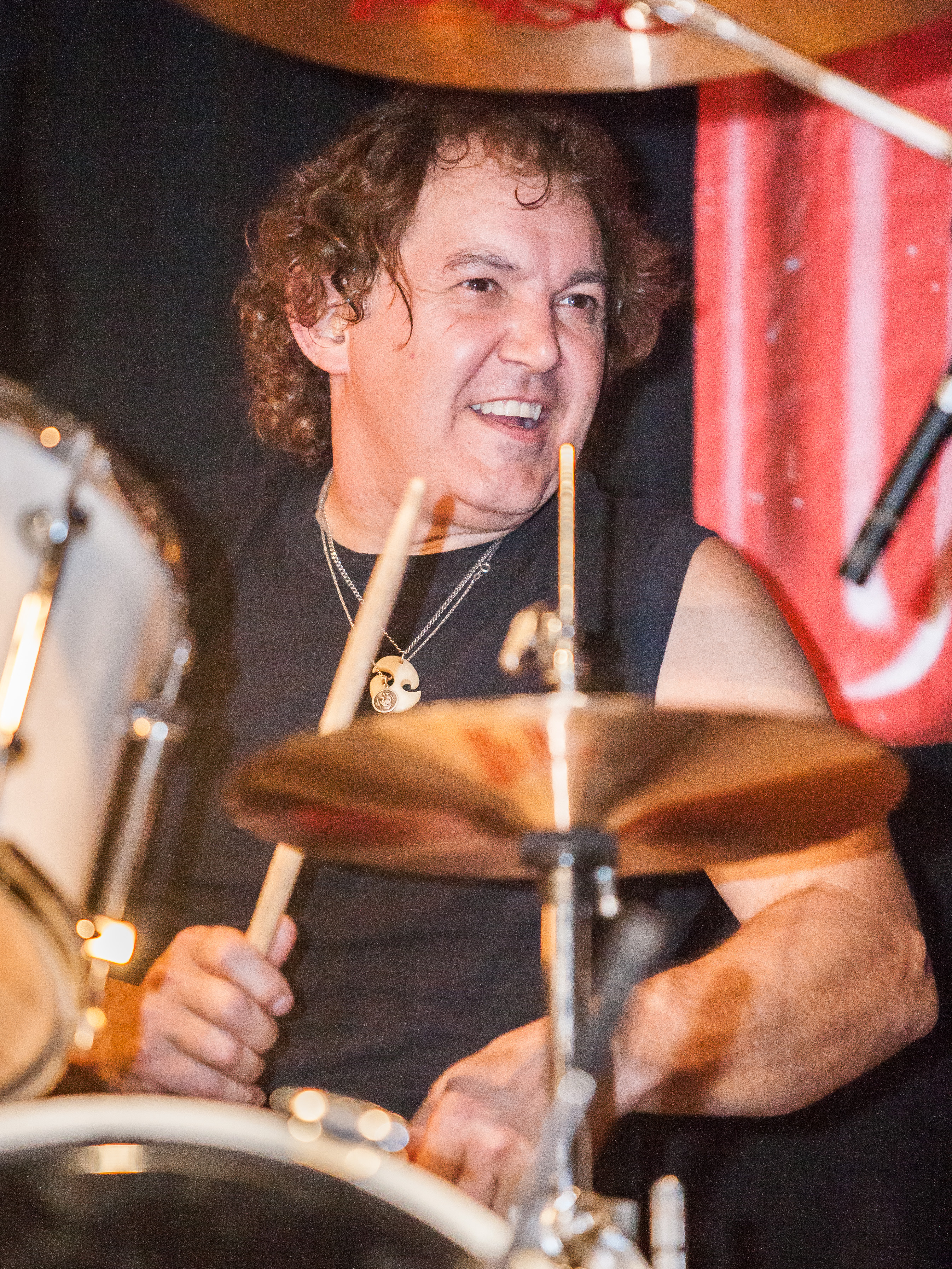
創設者の一人アンディ・パーカー（2007年）

1969年8月、フィル・モグ（vo.）、ミック・ボルトン（g.）、ピート・ウェイ（b.）が在籍するHocus Pocusというバンドにアンディ・パーカー（ds.）が加わった際、バンド名を｢UFO｣に改名して結成された。バンドはロンドンのクラブ・シーンで活動し、1970年3月、イギリスのマイナー・レーベルであったビーコン・レコードと契約し本格的なプロ・デビューを果たした。
1970年に発表したデビュー・アルバム『UFO1』と翌年発売の『UFO2/Flying』は英米では売れ行きが不振だった。但し、シングル・カットされたエディ・コクランのカバー「C'mon Everybody」は日独で好評だった。
初期のUFOは、ディープ・パープル、レッド・ツェッペリン、ジェフ・ベック・グループなどからの影響を受けながら独自のサウンドを模索していたが、二枚目のアルバムではOne Hour Space Rockというキャッチ・フレーズをつけ、スペース・ロック的なロック音楽に接近した。
1971年の初来日公演（本来はスリー・ドッグ・ナイトの前座であったがスリー・ドッグ・ナイトが来日キャンセルしたために急遽単独公演が組まれた）の後に行われたドイツ公演では、ミック・ボルトンが突然失踪したため、サポート・バンドだったスコーピオンズのギタリスト マイケル・シェンカーが急遽代役を務めた。1972年1月、ミック・ボルトンが正式に脱退（脱退理由は諸説あり、脱退後は音楽をやめた）。これを機にUFOはよりオーソドックスなロックにシフトし、それに相応しいギタリストを探し始めた。
ミックの後任ギタリストにはラリー・ウォリス（1972年2月〜10月）やバーニー・マースデン（1972年10月〜1973年6月）の参加を経て、以前から加入要請のアプローチを続けていたマイケル・シェンカーの加入が決定。1973年6月にバンドへ迎え入れた。
このラインアップで新たにクリサリス・レコードと契約。シングル「Give Her The Gun/Sweet Little Thing」をドイツでリリースし、12月にはレオ・ライオンズ（元テン・イヤーズ・アフターで、クリサリス所属でもあった）のプロデュースでアルバムのレコーディングを開始した。

### 全盛期（1974年 - 1978年）
1974年4月に発売されたアルバム『現象』(Phenomenon）は、ハードなギター・リフが印象的な「Rock Bottom」や後にライブ音源でシングル・ヒットとなった「Doctor Doctor」のように、マイケル・シェンカーの鋭角なギター・サウンドがうまく取り込まれ、バンドの英米での知名度を上げた。
アルバム『現象』発売後の1974年5月には、さらなるバンド体制の強化をねらい、新たにセカンド・ギタリストとしてポール・チャップマンを加入させ、5人編成とした。イギリスとヨーロッパをツアーするが、マイケルとポールの間に軋轢が生じたために同年9月にポールはバンドを脱退（その後ポールは自らのバンド ローン・スターを結成する）。バンドは4人のままで10月には初のアメリカ公演を行った。
1975年春には、レオ・ライオンズのテン・イヤーズ・アフター時代の同僚チック・チャーチル（Key.）をゲストに迎えてアルバム『フォース・イット』(Force It）の製作を開始し、同年7月にリリースした。バンドは専任キーボード・プレイヤーの必要性を感じ、8月に元ヘヴィ・メタル・キッズのダニー・ペイロネルを加入させて本格的なアメリカ・ツアーを開始した。

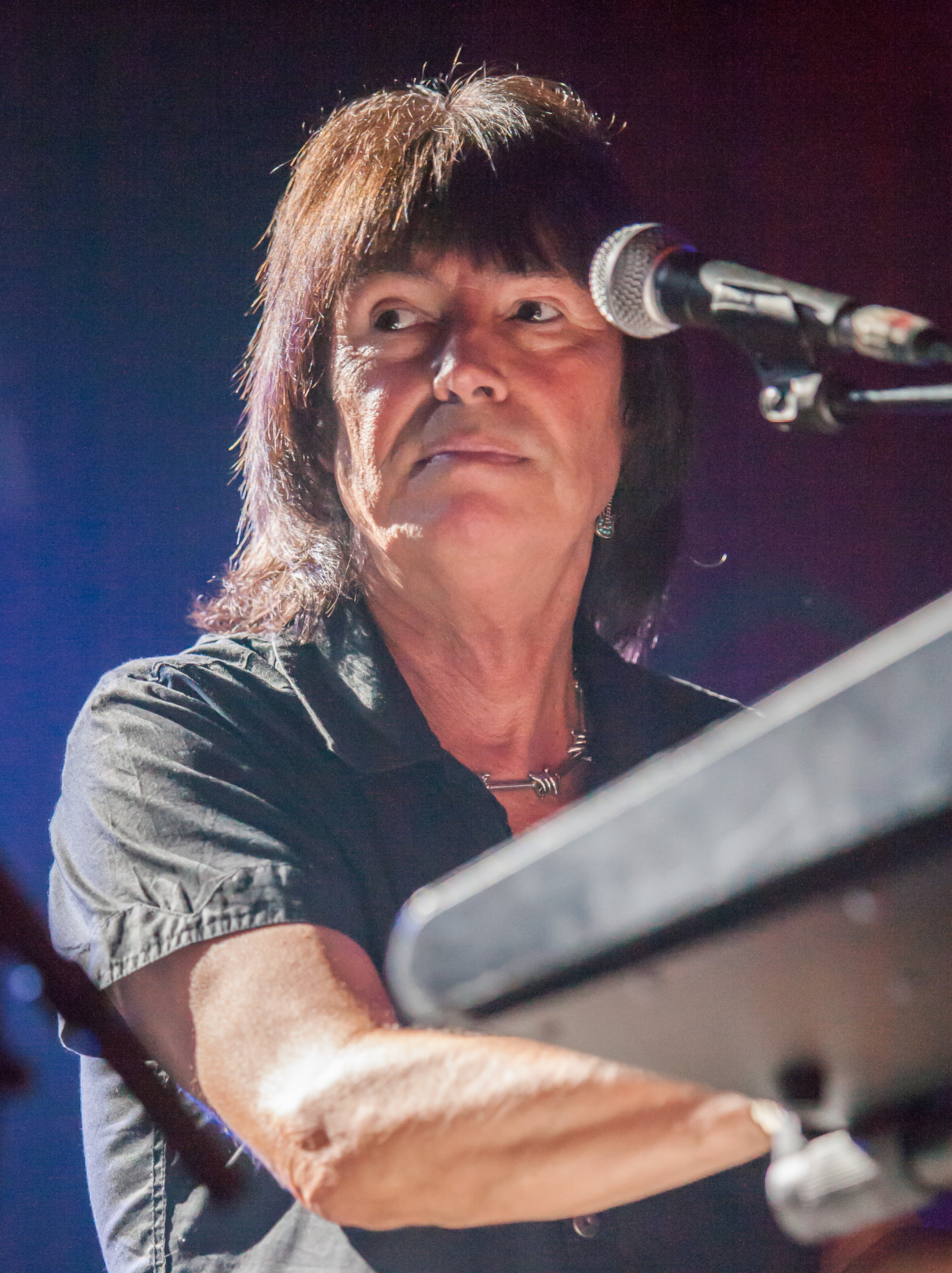
ギタリストでもある鍵盤奏者ポール・レイモンド（2007年）

1976年4月に発売されたアルバム『ノー・ヘヴィ・ペッティング』(No Heavy Petting）ではキーボード・サウンドの導入によりアレンジの幅を広げたが、マイケルがよりバランスのとれたサウンドを求めたため、9月にはダニーを解雇。1976年12月には、キーボードだけでなくギターも弾ける元チキン・シャック、サヴォイ・ブラウンのポール・レイモンドが加入した（レイモンドは後にMSGにも加わる）。
ロン・ネヴィソンをプロデューサーに迎えて製作され、1977年5月にリリースしたアルバム『新たなる殺意』(Lights Out）は「Too Hot To Handle」「Lights Out」やストリングスを導入した7分の大作「Love To Love」といったライブの定番となる曲を収録。70年代後半には、UFOは英米日独だけでなく世界的に広く知られるようになり、マイケル・シェンカーもハードロック・ギタリストとして人気が出始めた。
しかし、この頃からマイケルの失踪癖も出始めたため、次はライブ・アルバムをリリースする予定にしていたところ、マイケルが復帰したため前作の勢いを引き継ぐべくスタジオ・アルバムを制作することにし、1978年6月にアルバム『宇宙征服』(Obsession）を発売。「Cherry」「Only You Can Rock Me」といった曲を収録している。
そして1978年12月には、棚上げにしておいたライブ・アルバム『UFOライブ』(Strangers In The Night）をリリース。脂の乗り切ったバンド演奏と聴衆の熱狂が記録されている。

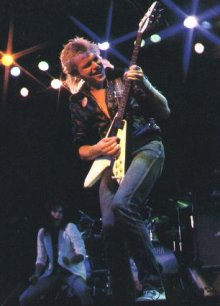
MSG時代のマイケル・シェンカー（1983年）

こうしてUFOはハードロック・バンドとして有名になったが、その裏では「堅物かつ酒豪」で知られたリーダーのフィル・モグと、英会話に難を抱えた完璧主義者のマイケル・シェンカーとの間に大きな軋轢が生まれており、既に精神のバランスを失っていたマイケルがしばしば失踪を繰り返していた。そしてついに、『UFOライブ』発売直前の1978年11月、マイケルが正式に脱退する。（その後スコーピオンズに復帰したがすぐに脱退してしまい、ドラッグとアルコールの中毒から脱する治療の後、自らのバンドであるマイケル・シェンカー・グループを結成してシーンに復帰する。）

### NWOBHM期〜解散（1979年 - 1989年）
マイケル脱退後、UFOは即座に後釜として再びポール・チャップマンを迎えてツアーを再開（ポールはローン・スターで活動中だった1977年にも失踪したマイケルの穴を埋めている）。1979年6月には久しぶりに来日公演を行った。
翌1980年1月にはビートルズのプロデュースで知られるジョージ・マーティンを起用し、アルバム『ヘヴィ・メタル・エクスペリエンス』(No Place to Run）を製作、発表。若手によるNWOBHMムーブメントがベテラン・バンドへの追い風にもなり、バンドは精力的にツアーをこなし、8月にはレディング・フェスティバルでトリも務めた。しかし直後にポール・レイモンドが脱退し、後任にニール・カーター（g. & key.）が加入。バンドは以前と変わらないように見えたが、勢いを失いはじめていた。
1981年1月に発表されたアルバム『ワイルド/ウィリング/イノセント』(The Wild, The Willing And The Innocent）は、バンドによる初のセルフ・プロデュース作品で、シングル「Lonely Heart」をイギリスでリリースした。
1982年2月に発売されたアルバム『メカニックス』(Mechanix）はゲイリー・ライオンズをプロデューサーに迎えたことでバランス感覚の優れた1枚となり、イギリスでは久々にチャートのTOP10に入るヒット作となった。ポップなシングル「let it rain」もイギリスでは好調だった。しかしアルバム発表後のアメリカ・ツアー中、バンドの音楽性に異を唱えたピート・ウェイが自己のグループを立ち上げるために脱退。バンドは代役に元プリテンダーズのピーター・ファーンドンを起用しツアーを遂行した。
バンドは専任ベーシスト不在のままアルバム『メイキング・コンタクト』(Making Contact）を製作、1983年初頭に発売した。シンフォニックなキーボードとメタリックなギターを前面に打ち出し、新たなスタイルを提示するがセールスは伸び悩んだ。
バンドはベースに元タラスのビリー・シーンを加えてヨーロッパ・ツアーを開始、その後のイギリス・ツアーでは元ダムドのポール・グレイに交代した。
しかしバンドは不安定なメンバー構成とセールス不振に疲弊し、1983年4月、遂に解散することになった。このため翌5月に予定されていた来日公演は幻となってしまった。
バンド解散後の1983年10月、彼等の歴史を総括したようなベスト・アルバム『ヘッドストーン』(Headstone）をリリース。
1984年12月、フィル・モグ主導により新しいメンバーでUFOが再始動する。注目のギタリスト候補には、当時売り出し中だったイングヴェイ・マルムスティーンの名前もあったが、結局日系人のアトミック・トミー・Mが迎えられた。ベースは前作のツアーから引き続いてポール・グレイが担当し、キーボードにはポール・レイモンドが復帰した。ドラムは一旦、元ダイアモンド・ヘッドのロビー・フランスに決まるも、すぐに元マグナムのジム・シンプソンに交代する。
イギリス・ツアーを経て1985年11月、アルバム『ミスディミーナー』（Misdemeanor）をリリース。キーボード・サウンドに、トミーの卓越したギター・プレイをフィーチャーしたアルバムは、前作『メイキング・コンタクト』で打ち出したサウンドをより発展させた意欲作であった。
その後アメリカ・ツアーも行われたが、バンドを再興しようとしたフィルの熱意も商業的には成功せず、1987年に主要メンバーが脱退しバンドは再び崩壊してしまう。翌1988年には次のアルバム用に録音されていた音源が、ミニ・アルバム『殺気！』（Ain't Misbehavin）として発売された。主要メンバーは抜けてしまったが、フィルは独自にメンバーを集い1989年頃まで細々ながらも活動を続けた。

### 再始動〜マイケル・シェンカー復帰（1991年 - 2004年）

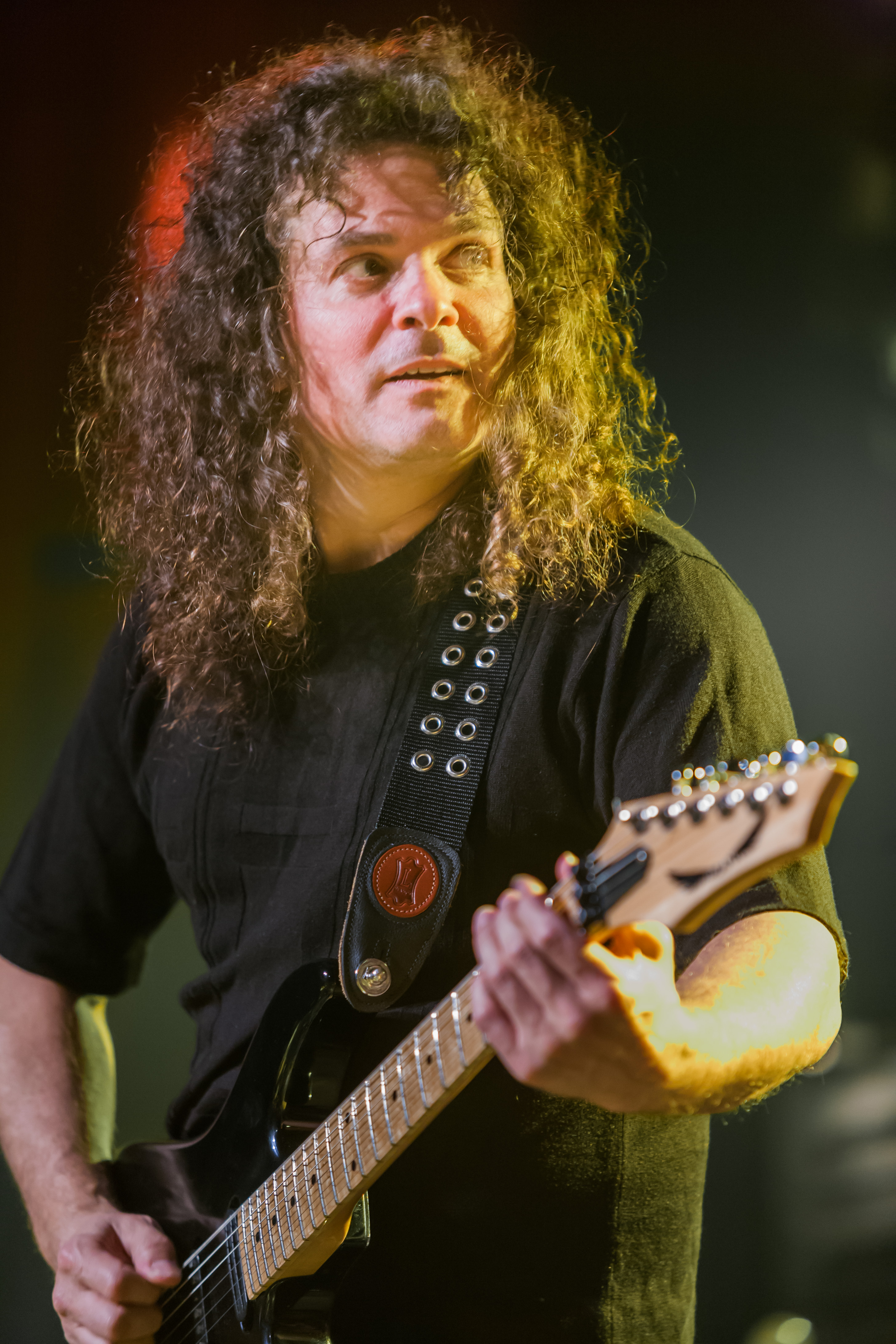
ネオクラシカル系の実力者ヴィニー・ムーア（2007年）

1991年、フィル・モグとピート・ウェイは三たびUFOを立ち上げるべく活動を開始。ギタリストにはフィル・ライノットの「グランド・スラム」での活動でも知られるローレンス・アーチャーを起用し、1992年にマイナーレーベルからアルバム『暴発寸前！』(High Stakes & Dangerous Men)を発表。さらに来日も果たした（この時の演奏はのちに『lights out  in tokyo』として発売される）。
これが切っ掛けとなり、完全復活への道が開けたUFOは、翌年フィル、ピート、マイケル・シェンカー、ポール・レイモンド、アンディ・パーカーという最盛期のメンバーでバンドを再編成。1994年にはマイケルを擁するラインナップで初めて来日を果たした（この時の演奏はのちに『TOO HOT IN TOKYO 1994』として発売される）。
1995年、復活アルバム『ウォーク・オン・ウォーター』(Walk on Water）をリリース。このメンバーにドラムでAC/DCのサイモン・ライトがサポートとして参加してワールド・ツアーへ出発した。しかし、例によってマイケルが他のメンバーと衝突して途中で脱退。残りの公演はサポートメンバーを加えて何とか乗り切ったもののバンド活動は暗礁に乗り上げてしまった。
1996年も活動休止状態が続いたが、1997年に再びマイケルが復帰してワールド・ツアーを開始する。しかし、1998年の東京公演でマイケルがライブ中に突如ギターを投げ落とし演奏を放棄。そのままライブは打ち切られてしまいワールド・ツアーも打ち切りとなって、バンドはまたしても空中分解してしまった。
その後、マイケルがUFOのバンド名の使用権利を主張。マイケルなしでUFOを名乗れなくなったフィル・モグとピート・ウェイは、Mogg/Wayの名での音楽活動を余儀なくされていたが、2000年マイケル・シェンカーが三度目の復帰を決めたため、UFO名義での活動を再開させた。
同年、フィル、ピート、マイケルの3人に元ジャーニーのエインズレー・ダンバー（ds.）を加えたラインナップで、アルバム『聖約』(Covenant）をリリース。初回盤は1995年に行われたライブのCDが付属した2枚組だった。2002年には同布陣による『シャークス』(Sharks）をリリース。
しかし、またしてもマイケル・シェンカーが離脱。この時はマイケルがUFOのバンド名の権利を放棄したため、バンドは代わりにヴィニー・ムーアを加入させ、2004年にはジェイソン・ボーナムをドラマーに迎えて『You Are Here』をリリースした。

### マイケル・シェンカー再離脱後（2005年 - 2017年）
21世紀に入ってからも、UFOはレコーディングやツアーを積極的にこなした。2005年11月にはアンディ・パーカーが復帰、スペインのグラナダで開催されたPiorno Rock Festivalで演奏を披露。2006年9月25日には通算19枚目となる『モンキー・パズル』(The Monkey Puzzle）をヨーロッパでリリースした。翌日にはアメリカ合衆国でも発売された。また、2008年のROCKLAHOMA（野外音楽フェス）にも参加した。
翌2009年には『ザ・ヴィジター』をリリース。その後ピート・ウェイが体調不良のためバンドを離れたが、2011年には『セブン・デッドリー』を発表し、ツアーも含めて安定した活動をみせていた。

### バンドの終焉（2018年 - 2024年）

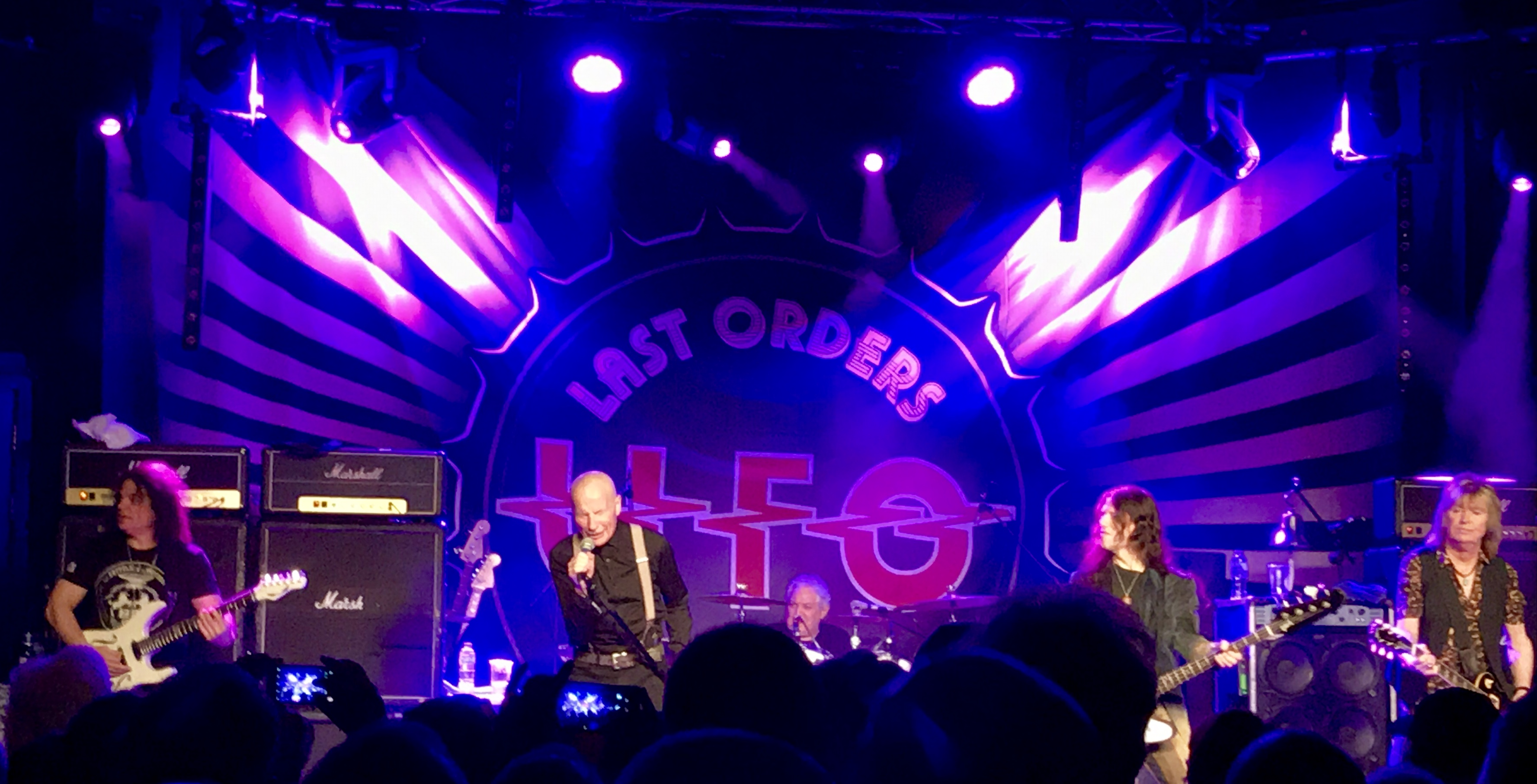
ファイナルツアー - 英ケンブリッジ公演（2019年3月）

2018年5月28日、フィル・モグはFacebookにて、2019年に行われるUFO50周年記念ツアーをもってUFOから脱退すると発表した。フィルいわく、「ツアーは常に快適というわけではない。とても厄介なものになってきた。僕はいつも、そういう段階に到達したら身を引こうと自分に言い聞かせていた。それを実行する。辞めるに相応しい時期だ」とのことであった。また、今後のUFOについては、残ったメンバーの好きなようにしたらいいと考えているという。
2019年3月、紆余曲折を経てファイナルに決定したツアー「ラスト・オーダーズ」が開幕。しかしその最中の4月に、クラシックメンバーの一人であるポール・レイモンドが急死。代役にはゲーリー・ムーアとの活動を経たニール・カーターが36年ぶりに復帰した。
2020年6月、NWOBHM期の中心メンバー ポール・チャップマンが死去、そして8月には創設メンバー ピート・ウェイも死去する。
コロナ禍で中断していたツアーを再開。しかし2022年8月、フィル・モグが心臓発作で倒れ緊急手術を受ける。リハビリをはじめるが医師からは引退を助言され、以降の活動は不透明となっていたが、2024年に「Ultimate Classic Rock」が行ったインタビュー内で、UFOでやり残した事はあるかと問われたフィルは「いや、ない。結論に達したと思う。新型コロナウイルスの直前、2019年に最後の英国ツアーを行った。それで終わったようなもので、その時が来たんだ。」と答え、UFOの活動が既に終了している事を認めた。

## メンバー
※2024年4月時点

### 活動終了時点のラインナップ
- フィル・モグ (Phil Mogg) - ボーカル (1969-2024)
- ヴィニー・ムーア (Vinnie Moore) - リードギター (2003-2024)
- ロブ・デ・ルカ (Rob De Luca) - ベース (2008-2024)
- アンディ・パーカー (Andy Parker) - ドラムス (1969-1983, 1993-1995, 2005-2024)
- ニール・カーター (Neil Carter) - キーボード/リズムギター (1980-1983, 2019-2024)

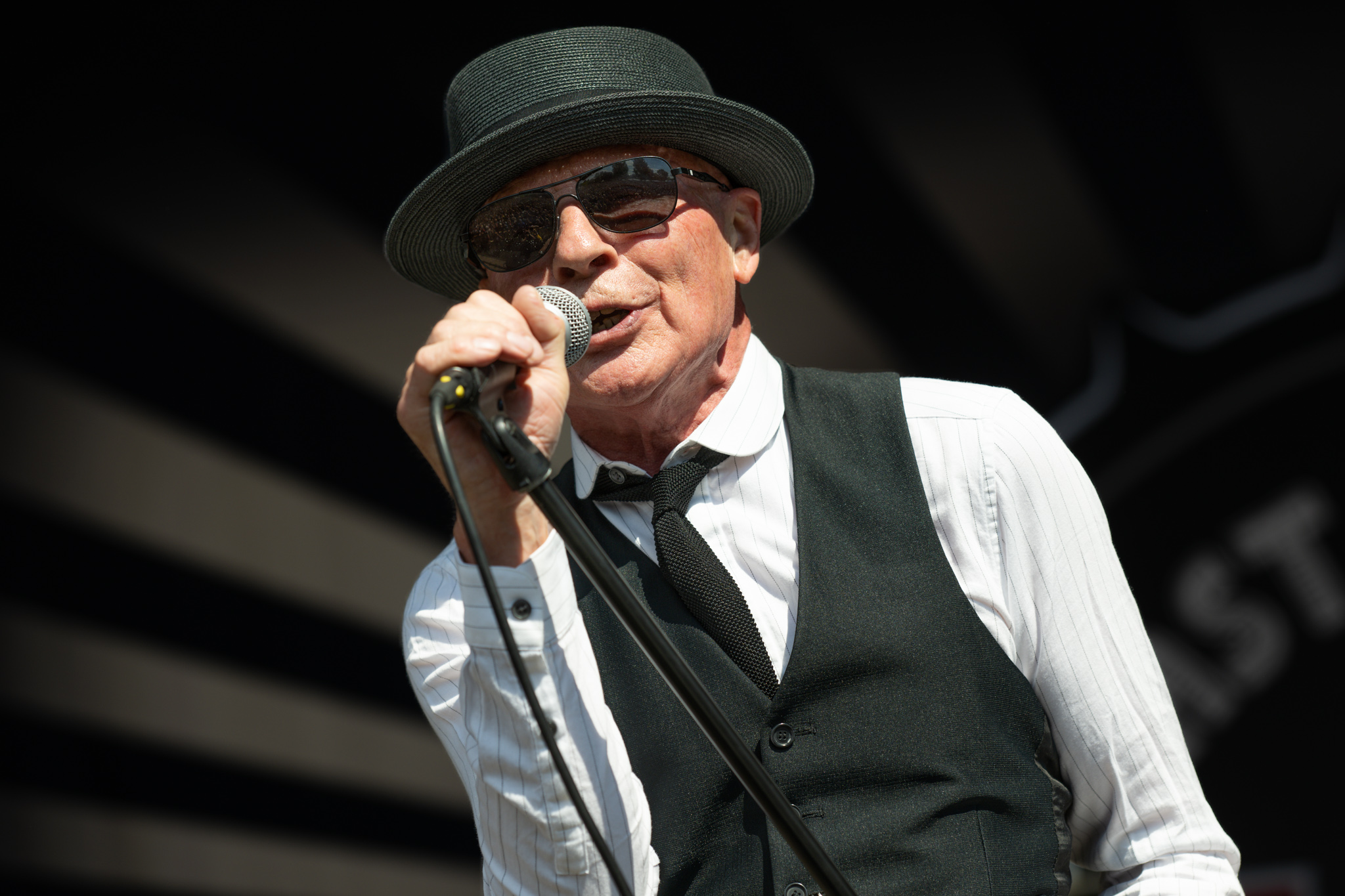
フィル・モグ(Vo) 2022年
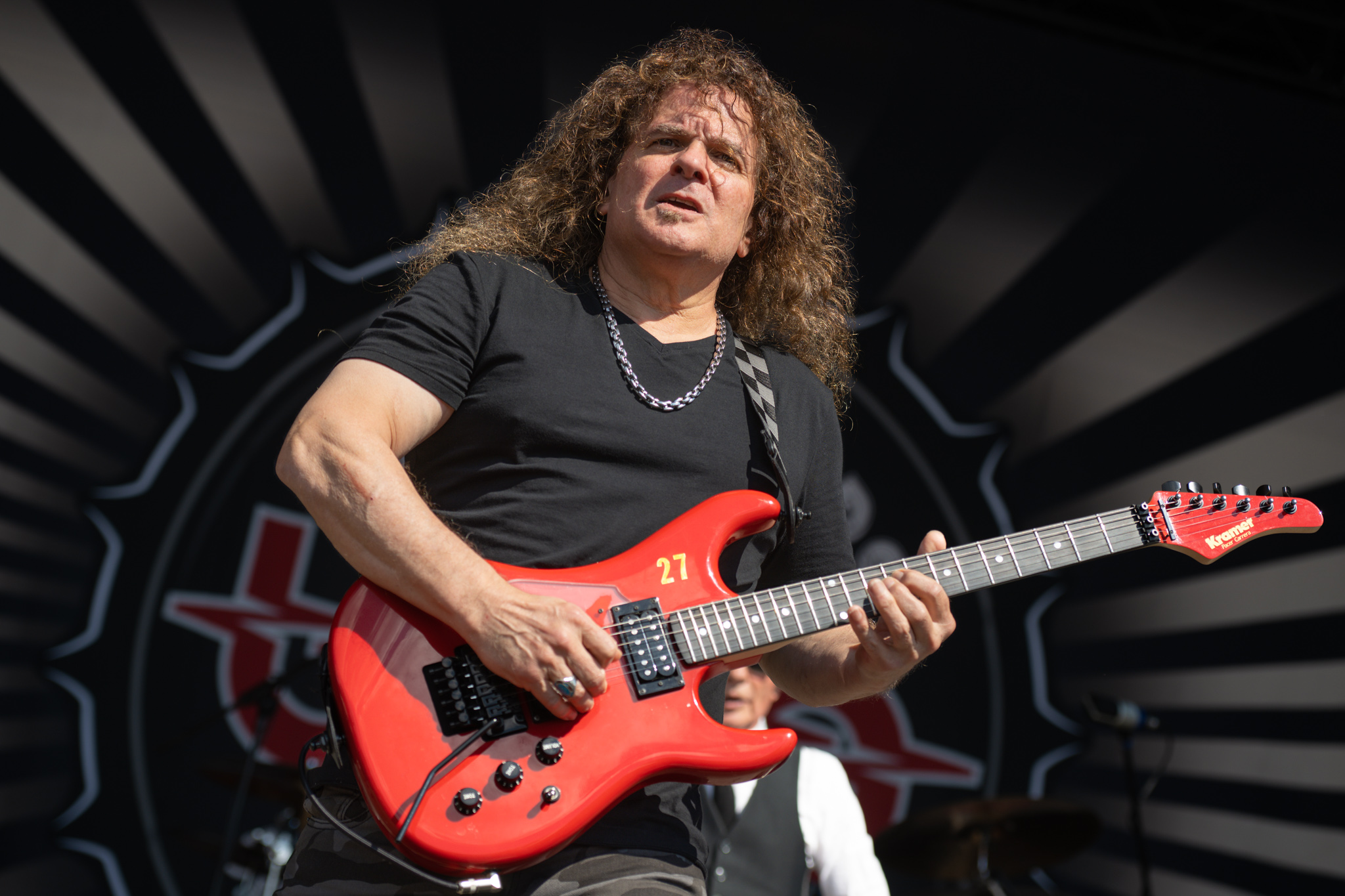
ヴィニー・ムーア(G) 2022年
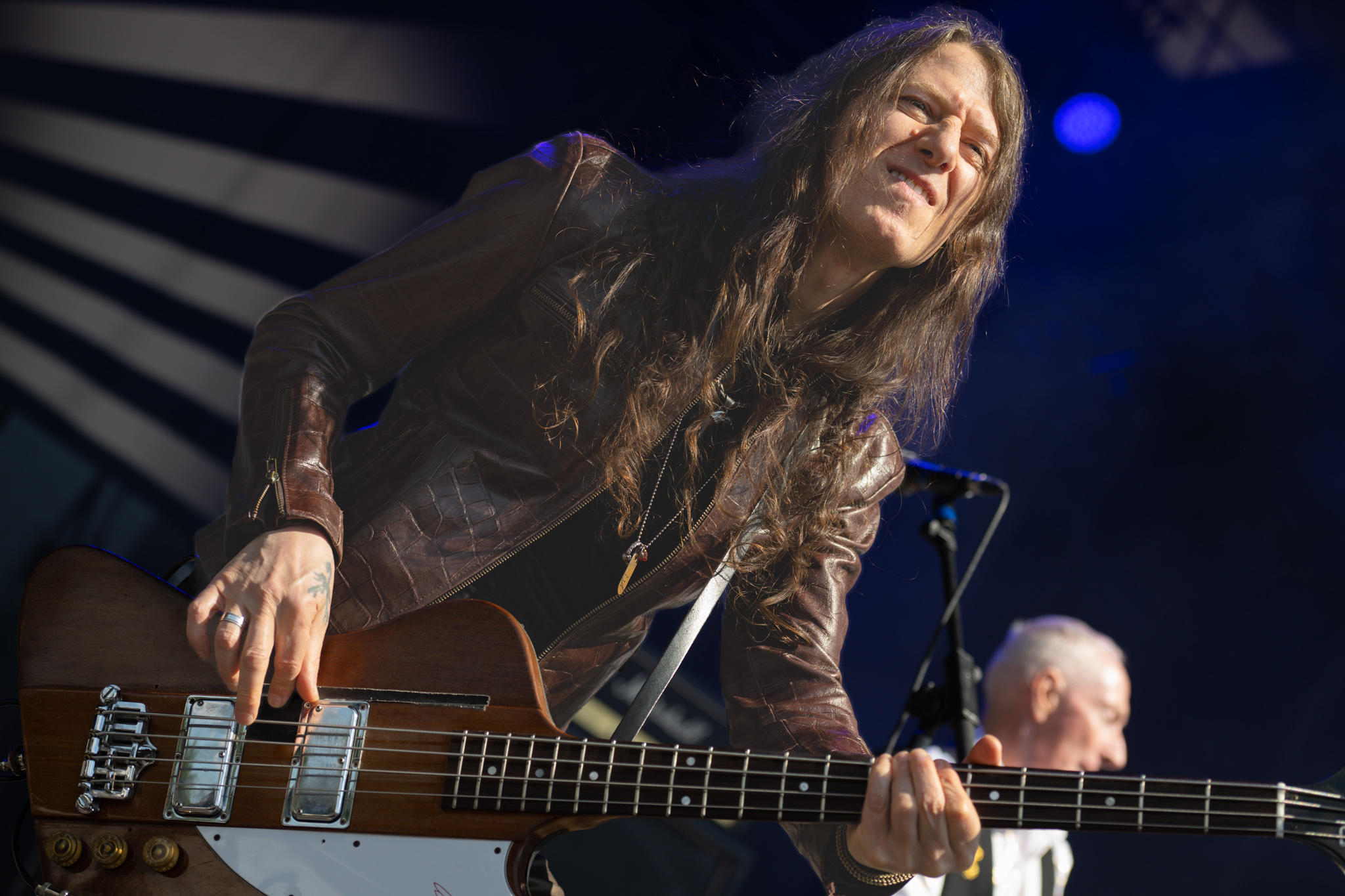
ロブ・デ・ルカ(B) 2022年
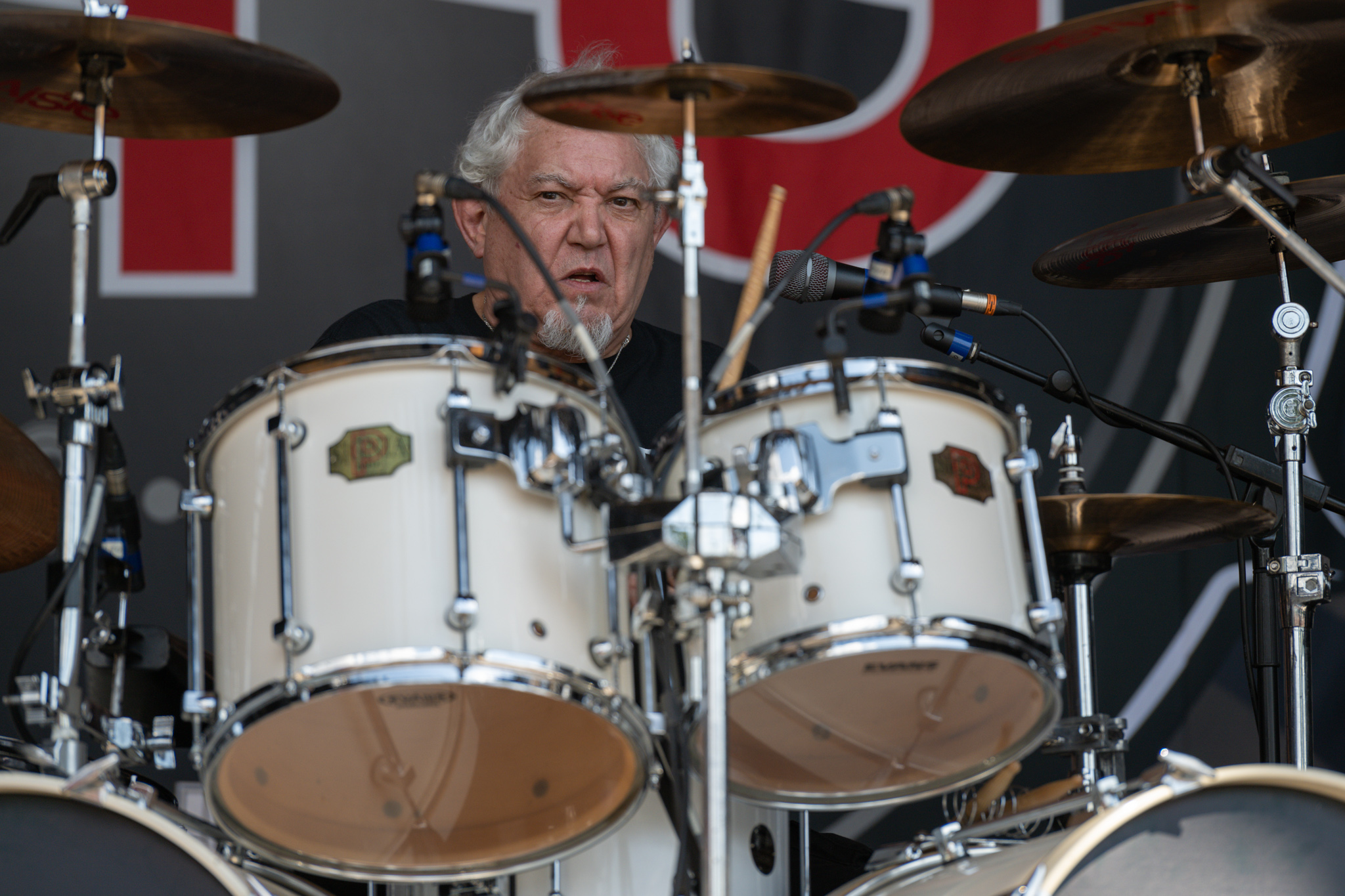
アンディ・パーカー(Ds) 2022年
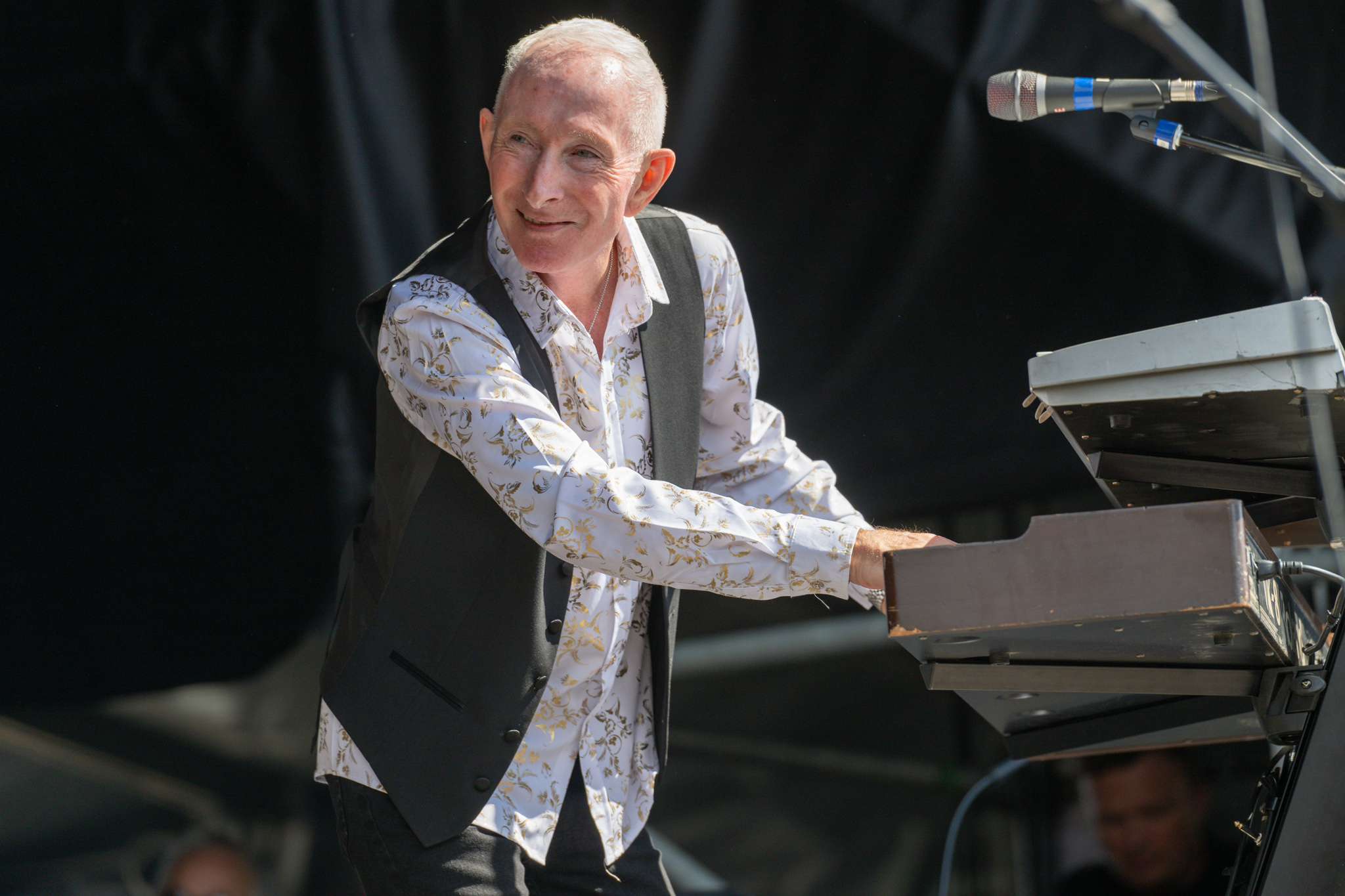
ニール・カーター(Key/G) 2022年

### 旧メンバー
- ピート・ウェイ (Pete Way) - ベース (1969-1982, 1991-2008) ♰RIP.2020
- ミック・ボルトン (Mick Bolton) - ギター (1969-1972)
- コリン・ターナー (Colin Turner) - ドラム (1969)
- ラリー・ウォリス (Larry Wallis) - ギター (1972) ♰RIP.2019[15]
- バーニー・マースデン (Bernie Marsden) - ギター (1973) ♰RIP.2023[16]
- マイケル・シェンカー (Michael Schenker) - ギター (1973-1978, 1993-1995, 1997-1998, 2000-2003)
- ポール・チャップマン (Paul Chapman) - ギター (1974-1975, 1977-1983) ♰RIP.2020
- ダニー・ペイロネル (Danny Peyronel) - キーボード (1975-1976)
- ポール・レイモンド (Paul Raymond) - キーボード/リズムギター (1976-1980, 1984-1986, 1993-1999, 2003-2019) ♰RIP.2019
- ジョン・スローマン (John Sloman) - キーボード (1980)
- ビリー・シーン (Billy Sheehan) - ベース (1982-1983)
- ポール・グレイ (Paul Gray) - ベース (1983-1987)
- トミー・マックレンドン (Tommy McClendon a.k.a. Atomik Tommy M) - ギター (1984-1986)
- ロビー・フランス (Robbie France) - ドラム (1984-1985) ♰RIP.2012
- ジム・シンプソン (Jim Simpson) - ドラム (1985-1987)
- デヴィット・ジェーコブソン (David Jacobson) - キーボード (1986)
- マイク・グレー (Myke Gray) - ギター (1987)
- リック・サンドフォード (Rik Sandford) - ギター (1988)
- トニー・グライドウェル (Tony Glidewell) - ギター (1988)
- ファビオ・デル・リオ (Fabio Del Rio) - ドラム (1988-1989)
- エリク・ガマンズ (Erik Gamans) - ギター (1988-1989)
- ローレンス・アーチャー (Laurence Archer) - ギター (1991-1995)
- ジェム・デイビス (Jem Davis) - キーボード (1991-1993)
- クライヴ・エドワーズ (Clive Edwards) - ドラム (1991-1993)
- サイモン・ライト (Simon Wright) - ドラム (1995-1999)
- レオン・ローソン (Leon Lawson) - ギター (1995-1996)
- ジョン・ノーラム (John Norum) - ギター (1996)
- ジョージ・ベラス (George Bellas) - ギター (1996)
- エインズレー・ダンバー (Aynsley Dunbar) - ドラム (1997, 2000-2004)
- マット・ギロリー (Matt Guillory) - ギター (1997)
- ジェフリー・コールマン (Jeff Kollmann) - ベース/ギター (1998-1999, 2005)
- ジェイソン・ボーナム (Jason Bonham) - ドラム (2004-2005)
- バリー・スパークス (Barry Sparks) - ベース (2004)

## ディスコグラフィ

### スタジオ・アルバム
- 『UFO登場』 - UFO1（1970年）
- 『フライング』 - UFO2/Flying（1971年）
- 『UFOII』 - UFOII（1971年）※ UFO2/Flying のタイトル・ジャケット違いの日本初回発売版
- 『現象』 - Phenomenon（1974年）
- 『フォース・イット』 - Force It（1975年）※71位(US)
- 『ノー・ヘヴィ・ペッティング』 - No Heavy Petting（1976年）※167位(US)
- 『新たなる殺意』 - Lights Out（1977年）※ 51位(UK), 23位(US)
- 『宇宙征服』 - Obsession（1978年）※26位(UK), 41位(US)
- 『ヘヴィ・メタル・エクスペリエンス』 - No Place to Run（1980年）※11位(UK), 51位(US)
- 『ワイルド／ウィリング／インセント』 - The Wild, The Willing And The Innocent（1981年）※19位(UK), 77位(US)
- 『メカニックス』 - Mechanix（1982年）※8位(UK), 82位(US)
- 『メイキング・コンタクト』 - Making Contact（1983年）※32位(UK), 153位(US)
- 『ミスディミーナー』 - Misdemeanor（1985年）※74位(UK), 106位(US)
- 『殺気！』 - Ain't Misbehavin'（1988年）
- 『暴発寸前！』 - High Stakes & Dangerous Men（1992年）
- 『ウォーク・オン・ウォーター』 - Walk On Water（1995年）
- 『聖約』 - Covenant（2000年）※日本発売版はボーナスディスク付き2枚組仕様の限定盤有り
- 『シャークス』 - Sharks（2002年）※日本発売版はライブ3曲のボーナストラック付き
- 『ユー・アー・ヒア』 - You Are Here（2004年）
- 『モンキー・パズル』 - The Monkey Puzzle（2006年）
- 『ザ・ヴィジター』 - The Visitor（2009年）
- 『セブン・デッドリー』 - Seven Deadly（2011年）
- 『ア・コンスピラシー・オヴ・スターズ』 - A Conspiracy of Stars（2015年）[17]
- 『ザ・サレンティーノ・カッツ』 - The Salentino Cuts（2017年）※カバーアルバム[18]

### ライブ・アルバム
- 『ライヴ！』 - UFO Landed Japan（1972年）※1971年9月、日比谷野外音楽堂でのライヴを収録、当初は日本でのみ発売
- Live（1972年）※ Landed〜 のドイツ版
- Live In Japan（1973年）※ Landed〜 のイギリス版
- 『UFOライブ』 - Strangers In The Night（1979年）※42位(US), 8位(UK)
- BBC Radio 1 Live In Concert（1992年）※1974年と1980年、BBC でのライヴを収録
- 『ライツ・アウト・イン・トウキョウ』 - Lights Out In Tokyo（1992年）※1992年6月、クラブ・チッタ川崎でのライヴを収録
- 『ミスディミーナー・ツアー』 - Misdemeanor Tour（1993年）※1985年11月、オックスフォードでのライヴを収録
- Parker's Birthday：Live In Texas（1994年）※1979年3月、テキサス州でのライヴを収録
- T.N.T.（1994年）※ Lights Out〜 と Parker's〜 の編集盤
- Heaven's Gate (Live)（1995年）※『ミスディミーナー・ツアー』と同一音源
- On With The Acton（1998年）※1976年4月、ロンドンでのライヴを収録
- BBC In Session And Live In Concert（1999年）※1974年、1975年、1977年、BBCでのライヴを収録
- 『ライヴ 1998』 - Werewolves Of London（1999年）※1998年2月、ウルヴァーハンプトンでのライヴを収録
- 『UFOライブ（エクスパンデッド・エデイション）』 - Strangers In The Night-Expanded Edition（1999年）※『UFOライブ』の増補改訂版
- Regenerator - Live 1982（2001年）※1982年1月、ロンドンでのライヴを収録
- Big Apple Encounters（2003年）※1975年9月、NYでのライヴを収録
- Live On Earth（2003年）※1977年、1995年、1998年のライヴを収録、4枚組
- 『ショータイム〜ライヴ・イン・ジャーマニー〜』 - Showtime（2005年）
- Official Bootleg Box Set 1975-1982（2009年）※1975-1978年、1981年、1982年のライヴを収録、6枚組
- 『UFOライブ（デラックス・エデイション）』 - Strangers In The Night-Deluxe Edition（2020年）※『UFOライブ』の最新リマスター音源に加えて元となった6公演の音源を収録、8枚組
- Too Hot  In Tokyo 1994（2023年）※1994年6月、東京でのライヴを収録

### コンピレーション・アルバム
- Space Metal（1976年）
- 『UFOベスト』 - High Level Cut（1979年）
- 『ヘッドストーン〜ザ・ベスト・オブ・UFO 〜』 - Headstone（1983年）※39位(UK)
- Anthology（1987年）
- The Best Of The Rest（1987年）
- Castle Masters Collection（1990年）
- 『UFO・ベスト10』 - UFO Best 10（1991年）
- 『エッセンシャル UFO』 - The Essential UFO（1992年）
- The Decca Years（1993年）
- Time To Rock（1998年）
- X-Factor: Out There & Back（1998年）
- 『ザ・グレイテスト』 - The Greatest UFO（1998年）
- Best Of UFO：Gold Collection（1999年）
- Rock Champions（2001年）
- The Very Best Of UFO Album Ever（2002年）
- Masters Of Rock（2002年）

### ビデオクリップ
- Too Hot to Handle（1994年）
- Showtime（2005年）
- Try Me Studio
- The Wild One

## 来日公演
- Live in Japan 1971（1971年）〈Mick Bolton〉
  - 9月25日 東京 日比谷野外音楽堂[注 1][注 2]
- Strangers in the Night Tour（1979年）〈Paul Chapman〉
  - 1月22日・23日 東京 中野サンプラザ
  - 1月25日 大阪 大阪厚生年金会館
- High Stakes & Dangerous Men Tour（1992年）〈Laurence Archer〉
  - 1月16日 大阪 MODAホール
  - 1月18日 名古屋 ボトムライン
  - 1月19日・20日 川崎 クラブ・チッタ川崎
- THE RETURN Tour 1993-1994（1994年）〈Michael Schenker〉
  - 6月12日 東京 簡易保険ホール
  - 6月14日 横浜 ランドマークホール
  - 6月15日・16日  東京 中野サンプラザ
  - 6月18日 大阪 サンケイホール
- World Tour 1997-1998（1998年）〈Michael Schenker〉
  - 4月21日 大阪 松下IMPホール
  - 4月22日 名古屋 ダイヤモンドホール
  - 4月24日・25日・26日   東京 中野サンプラザ
    - 24日は7曲目の演奏終了後にマイケルが失踪、25日・26日は公演中止